# Nikolaj Christensen (fodboldspiller)
 For alternative betydninger, se Nikolaj Christensen. (Se også artikler, som begynder med Nikolaj Christensen)
Nikolaj Boutrup Christensen (født 12. maj 1990) er en dansk professionel fodboldspiller, der spiller for Kolding IF.
Han har været målmand i Vejle Boldklub. Tidligere har han spillet i Kolding FC i 1. division og i Almind Boldklub samt Kolding Boldklub som ungdomsspiller.

## Eksterne Henvisninger
- Nikolaj Christensens spillerprofil på Transfermarkt (engelsk)
- Nikolaj Christensens profil hos FootballDatabase.eu (engelsk)